# Inna Goerevitsj
Inna Goerevitsj (Russisch: Инна Гуревич) (Odessa, 14 april 1968) was een Oekraïense basketbalspeelster die uitkwam voor verschillende teams in Oekraïne en Israël. In 1996 kreeg ze het Israëlisch paspoort.

## Carrière
Goerevitsj begon haar carrière bij Dnjepr Dnjepropetrovsk in 1982. In 1989 verhuisde ze naar Dynamo Kiev. Met Dynamo won ze het laatste Landskampioenschap van de Sovjet-Unie in 1991. In 1992 won ze met Dynamo het Landskampioenschap van het GOS. In 1992 verloor ze met Dynamo de finale om de EuroLeague Women van Dorna Godella Valencia uit Spanje met 56-66. Ze won met Dynamo twee keer het Landskampioenschap van Oekraïne in 1992 en 1993. In 1993 ging ze spelen bij Hapoel Emek Jordanië BC in Israël. In 1995 stapte ze over naar Bnei Jehoeda Tel Aviv BC. In 1996 ging ze spelen bij Elitzur Holon BC. In 1997 werd ze met dit team landskampioen van Israël. Ook won ze twee keer de beker van Israël in 1997 en 1998. In 2001 verhuisde ze naar AS Ramat Hasjaron. In 2002 en 2003 werd ze met dit team landskampioen van Israël. Ook won ze twee keer de beker van Israël in 2002 en 2003. In 2003 stapte ze over naar Elitzur Ramla BC. In 2004, 2005, 2007 en 2008 werd ze met dit team landskampioen van Israël. Ook won ze drie keer de beker van Israël in 2004, 2007 en 2008. In 2010 stopte ze met basketbal.

## Erelijst
- Landskampioen Sovjet-Unie: 1
  - Winnaar: 1991
- Landskampioen GOS: 1
  - Winnaar: 1992
- Landskampioen Oekraïne: 2
  - Winnaar: 1992, 1993
- Landskampioen Israël: 7
  - Winnaar: 1997, 2002, 2003, 2004, 2005, 2007, 2008
- Bekerwinnaar Israël: 7
  - Winnaar: 1997, 1998, 2002, 2003, 2004, 2007, 2008
- EuroLeague Women:
  - Runner-up: 1992